# Sunna Gunnlaugs
Sunna Gunnlaugs (* 11. Mai 1970 als Sunna Gunnlaugsdóttir) ist eine isländische Jazzpianistin und -komponistin, die bis 2011 in den Vereinigten Staaten lebte.

## Leben und Wirken
Gunnlaugs wuchs auf der Halbinsel Seltjarnarnes auf, wo sie Unterricht auf der Heimorgel erhielt und Pop- und Unterhaltungsmusik spielte. Über ein Album von Bill Evans lernte sie den Modern Jazz kennen. Im isländischen Radio hatte sie eine Sendung mit dem Titel Jazz Gallery New York. 1993 ging sie in die USA, wo sie am William Paterson College studierte. 1996 zog sie nach Brooklyn, wo sie ihr Debütalbum Far Far Away mit ihrem Trio einspielte, zu dem damals der Bassist Dan Fabricatore und der Schlagzeuger Scott McLemore, ihr späterer Ehemann, gehörten. In den nächsten Jahren erweiterte sie ihre Band zum Quartett mit Tony Malaby, das 1999 die beiden Alben Mindful und Songs from Iceland einspielte. Später tourte sie mit Ohad Talmor, mit dem sie in Prag das Album Live in Europe einspielte, was sich in Nordamerika gut verkaufte. Das Album The Dream (mit Saxophonist Loren Stillman, mit dem sie auch in Europa tourte) erreichte in Kanada sogar Platz 2 der Jazz-Alben-Charts. Die Nachfolge-CD Long Pair Bond erhielt ebenfalls sehr gute Kritiken.

## Diskographische Hinweise
- Mindfull (mit Tony Malaby, Drew Gress, Scott McLemore 1999)
- Vagra Feröld (mit Kristjana Stefánsdóttir, Sigurdur Flosason, Drew Gress, Scott McLemore, 2002)
- Long Pair Bond (mit Þorgrímur Jónsson, Scott McLemore, 2011)
- Destilled (mit Þorgrimur Jónsson, Scott McLemore, 2013)
- Cielito Lindo (mit Þorgrimur Jónsson, Scott McLemore, 2015)
- Sunna Gunnlaugs & Maarten Ornstein: Unspoken (2016)
- Sunna Gunnlaugs Trio & Verneri Pohjola: Ancestry (mit Þorgrimur Jónsson, Scott McLemore, 2018)[1]